# Evan Williams
Evan Clark Williams (31 de março de 1972) é um empreendedor norte-americano. Juntamente com Jack Dorsey, Biz Stone e Noah Glass, fundou o Twitter em 2006.